# Земская почта Волчанского уезда
Зе́мская по́чта Волча́нского уе́зда — земская почта, организованная земской управой Волчанского уезда Харьковской губернии. Существовала с 1868 года. В уезде выпускались собственные земские марки.

## История почты
Волчанская уездная земская почта была открыта в 1868 году. Почтовые отправления доставлялись из уездного центра (города Волчанск) в уезд ямщиками земских почтовых станций.
В период с 1868 года по 1870 год пересылка частных почтовых отправлений осуществлялась в земских штемпельных конвертах, при этом в уездной управе на клапане конверта вручную ставился оттиск штампа, в центре которого был указан номинал: «цена 5 коп.», а по краям была надпись «конверт Волчанской уезд, земск. управы».
С 1872 года были введены земские почтовые марки.
С конца 1883 года доставка частных почтовых отправлений была освобождена от оплаты с отменой сбора за их пересылку.

## Выпуски марок
Введённые с 1872 года земские почтовые марки имели форму ромба. В центре рисунка марок был изображён волк, по сторонам от которого стояла надпись «Земская почта Волчанского уезда». Марки были напечатаны литографским способом чёрной, жёлтой и красной краской на белой бумаге без зубцов.
Выпуск 1883 года был уже с зубцами.

## Гашение марок
Гашение марок осуществлялось чернилами (перечеркиванием) или штемпелями круглой формы.